# Alexandru Tzigara-Samurcaș
Alexandru Tzigara-Samurcaș (n. 23 martie/4 aprilie (stil nou) 1872 – 1 aprilie 1952) a fost istoric de artă, etnograf, muzeolog și jurnalist cultural român. Tzigara a fost membru al societății literare Junimea, deținând funcții la Școala Națională de Arte Plastice, la Universitatea din București și, în cele din urmă, la Universitatea din Cernăuți. În timpul tinereții, a fost secretar al regelui Carol I. Apropiat de familia regală, a lucrat și ca director al Fundației Universitare Carol I, unde a înfiintat o mare colecție de diapozitive pe sticlă. Tzigara a atins faima în 1906 ca fondator al „Muzeului Național”, nucleul actualului Muzeu al Țăranului Român, însă a fost implicat și în amenajarea și păstrarea fondului de artă Theodor Aman.

## Biografie

### Origine și primii ani
Tzigara-Samurcaș s-a născut în București, la 4 aprilie [SV. 23 martie] 1872, și a fost botezat orthodox. Existau zvonuri conform cărora el a fost fiul nelegitim al domnitorului Carol I, viitorul rege al României, căruia   Tzigara i-a fost apropiat mai târziu. Istoricul Lucian Boia a acordat credit acestei tradiții orale, și constată că Tzigara, la fel ca Wilhelm și Mite Kremnitz, a avut „o relație neobișnuit de strânsă“ cu familia regală. Cercetătorul Zigu Ornea, care a opinat că e posibil ca Tzigara să fi răspândit zvonul, susținând că: „... Această legendă este în mod natural greu de verificat dar în orice caz, este una posibilă, deoarece Tzigara-Samurcaș s-a născut în anul 1872 iar Carol I se afla la noi, ca domnitor, din 1866." La fel ca Boia, Ornea a constatat că relația strânsă a lui Tzigara cu regele, intervențiile repetate ale regelui în numele lui “...  de fiecare dată când [cariera lui Tzigara] se împotmolea” și contactele cu familia Kremnitz (inclusiv cu Mite, presupusa amantă a regelui) au fost niște indicii suplimentare pentru sângele său regal. Istoricul Vasile Docea a criticat părerea lui Ornea, menționând că sursele erau discutabile și că, departe de a îmbrățișa această legendă, Tzigara a vorbit „cu mândrie“ de rădăcinile Tzigara. Potrivit istoricului Lucian Nastasă, Docea efectiv "a respins" zvonul despre descendența regală a lui Alexandru Tzigara-Samurcaș.
Mama lui Alexandru și presupusa amantă a lui Carol, a fost Elena Samurcaș, căsătorită cu Toma Tzigara. Cercetările în genealogia maternă a istoricului de artă, au dus la concluzia că el avea descendență nobilă greacă și italo-greacă: presupusul său strămoș a fost Zotos Tzigaras, îngropat la San Giorgio dei Greci (1599). ). Familia Samurcaș a avut sânge aristocratic, fiind legată de nobilimea Țării Românești: pe linie paternă istoricul de artă era rudă cu familiile boierești Kretzulescu, Rallet, Bengescu și Crețeanu. Activ în perioada revoluției, vornicul Constantin Samurcaș a luat parte la agitația Eteristă, dar mai târziu, fugind în timpul Revoluției țărănești de la 1821, s-a stabilit la Kronstadt (Brașov) pentru a spiona în favoarea austriecilor. Un alt strămoș, postelnicul Alecu Samurcaș, a fost un lingvist cunoscut pentru lucrările sale în limba greacă. Întâlnirea celor două ramuri a fost înregistrată în blazonul lui Tzigara-Samurcaș, arătând spada lui Zotos Tzigaras, alături de un samur și o sprânceană stilizată .

Blazonul care combină însemnele familiilor Tzigara și Samurcaș

La un timp după moartea lui Toma Tzigara, Alexandru a fost adoptat de unchiul său matern, care nu avea copii, Ioan Alecu Samurcaș (Alexandru a luat oficial numele de Tzigara-Samurcaș mai târziu, în 1899); el a fost ajutat în educația sa de către Kremnitz, care l-a învățat germana, l-a introdus în cercurile înalte ale societății și l-a privit ca pe un fiu. Primele sale contacte cu istoria și arta populară au venit prin intermediul familiei sale extinse, care a strâns și a păstrat documente și obiecte de artă.
După ce a absolvit Liceul Matei Basarab și și-a luat bacalaureatul, el s-a înscris la Facultatea de Litere a Universității din București, Secția Istorie. Aici, tânărul a fost familiarizat de primii săi mentori: scriitorul-colecționar Alexandru Odobescu și arheologul Grigore Tocilescu, acesta din urmă asigurându-i angajarea lui Tzigara în funcția de custode la Muzeul Național de Antichități. El a fost un critic al subdezvoltării muzeului sub conducerea lui Tocilescu și a scris că, dezorganizată fiind, colecția cuprindea o mumie egipteană, copii ale frescelor de la Biserica Curtea de Argeș, articole din Tezaurul de la Pietroasele și lucrări de artă precolumbiană, alături de o scală model al Turnului Eiffel.
Din 1893,  tânărul absolvent a studiat la Universitatea din Berlin și la Universitatea Ludwig Maximilian din München, unde și-a luat doctoratul cu o disertație despre pictorul baroc Simon Vouet. A primit diploma, magna cum laude. Tzigara-Samurcaș s-a întors acasă și, după o dispută cu Tocilescu, și-a dat demisia de la Muzeul Antichităților. Mai târziu s-a specializat în muzeologie la Paris, audiind lecturi la École des Beaux-Arts și a lucrat în muzeele orașului înainte de a se întoarce în Germania, unde a studiat cu proeminentul curator Wilhelm von Bode.

### Cariera academică timpurie

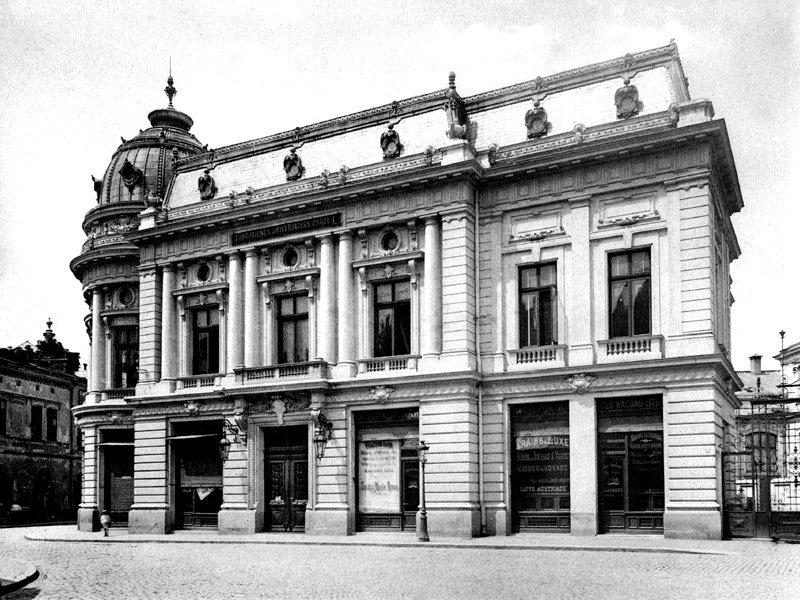
Palatul Fundației Universitare Regele Carol I, ca. 1904 (fotografie de Alexandru Antoniu)

Întors în România, Tzigara a concurat fără succes pentru un post de profesor la Catedra de Arheologie creată la Universitatea din Iași; potrivit teologului și cărturarului Teohari Antonescu, care a obținut postul, concursul a fost falsificat în favoarea sa, chiar dacă Tzigara „avea bunul simț să vină pregătit”. Din 1899, el a fost bibliotecar la Fundațiile Regale și profesor de estetică și istoria artei la Școala Națională de Arte Plastice. După cum Tzigara a recunoscut mai târziu, introducerea sa membrilor familiei regale s-a făcut prin intermediul relației cu familia Kremnitz, vecinii săi de pe strada Polonă din cartierul Dorobanți. În această perioadă a început relația strânsă a lui Tzigara cu Carol, pe care mai târziu istoricul de artă l-a numit "prea generosul meu protector" și "suveranul prin excelență". Primit în cercurile regale, el a fost un confident al reginei și al patronului cultural,  Elisabeta de Wied, pe care el a numit-o „animatoarea artei românești”. Pentru un timp, a fost secretarul ei particular, ajutându-o să-și îndeplinească ambițiile literare sub pseudonimul Carmen Sylva. Memoriile lui Tzigara vorbesc cu entuziasm despre operele Elisabetei, precum și despre aversiunea regelui față de interesul ei pentru spiritism și a vorbit despre afecțiunea lui Carol pentru Mite Kremnitz.
Pentru a-și susține prelegerile la Școala de Arte Frumoase, Tzigara a început să adune diapozitive fotografice, o colecție care a crescut în dimensiuni în deceniile următoare. Aceasta a inclus imagini de monumente și opere de artă europene, precum și exemple de arhitectură românească (în unele cazuri, singurele imagini supraviețuitoare ale clădirilor demolate) și copii ale hărților. Imaginile vieții locale sunt considerate de o importanță deosebită, deoarece documentează occidentalizarea și modernizarea peisajului României. 
Tânărul cărturar era interesat în acea perioada și de dezvoltarea artelor decorative, pe care le dorea să reflecte tradiția locală a meșteșugurilor și a nuanțelor de specificitate națională. Potrivit istoricului de artă Ioana Vlasiu, Tzigara și pictorul-cercetător Abgar Baltazar au fost în parte responsabili pentru îmbinarea artei populare și a primitivismului internațional cu Art Nouveau, deschizând astfel drumul spre Școala Neo-Brâncovenească de decoratori și arhitecți. Interesul față de lucrările decorative a fost un accent deosebit al vizitelor sale în Anglia și Franța – „Muzeul Victoria și Albert” l-a impresionat foarte mult, la fel ca atelierele Eugène Grasset și Horace Lecoq de Boisbaudran.

### Debutul laJunimea
Descris de Lucian Nastasă ca un caz de ascendență social, căsătoria lui Tzigara cu Maria (1900) l-a introdus în cercurile înaltei aristocrații: Maria, născută Cantacuzino (fiica lui Alexandru Cantacuzino, fost ministru de externe al României), era, de asemenea, văduva lui Grigore Sturdza, și moștenitoare a unei părți din averea familei Sturdza. Prin mama ei Coralia, Maria Tzigara-Cantacuzino era în plus rudă cu liniile boierești din Moldova, Boldur și Costakis, precum și cu Zulnia, mama istoricului Nicolae Iorga. Căsătoria a fost aranjată de familia Kremnitz, cuplul având ca nași două figuri politice influente: Lupu Kostaki și Constantin C. Arion.
În timpul perioadei fin de siècle, Tzigara-Samurcaș a început, de asemenea, o colaborare cu Junimea, societatea literară care reprezenta conservatorismul tradițional românesc, și a simpatizat cu nucleul junimist al Partidului Conservator. Istoricul de artă a fost unul dintre tinerii savanți fascinați de personalitatea lui Titu Maiorescu, critic cultural și principalul lider al Junimii, și s-a alăturat unei noi elite critice junimiste care includea și pe Constantin Rădulescu-Motru, Pompiliu Eliade, Mihail Dragomirescu, P. P. Negulescu etc. Munca lui a fost prezentată, împreună cu textele altor 50 de junimiști  în volumul „Lui Titu Maiorescu omagiu, XV februarie MCM” scos la editura Socec. Jurnalele lui Maiorescu manifestă interesul pentru viața privată a lui Tzigara și susțin că savantul era atunci iubitul văduvei mult mai în vârstă Mite Kremnitz, cu care Maiorescu însuși a avut o aventură.
Tzigara a participat în 1901 la un eveniment major în societatea junimistă: nunta dintre Nicolae Iorga și Ecaterina, fiica savantului Ioan Bogdan, unde Tzigara a reprezentat neoficial curtea regală. Tzigara a fost nașul cuplului la ceremonia religioasă ținută în afara Regatului României, la Belgerei (Șcheii Brașovului), Transilvania. Pentru o vreme, Iorga și Bogdan au fost amândoi interesați să obțină pentru Tzigara o funcție mai bună la Universitatea din București, dar eforturile lor au fost anihilate de adversarul Junimii aflat la guvernare, Partidul Național Liberal.
Înainte de 1903, Tzigara a devenit cronicar literar și de artă la ziarul Epoca, condus în acel timp de Maiorescu. Pe parcursul perioadei, Junimea și-a popularizat cauzele prin Epoca, mai degrabă decât prin principala lor revistă Convorbiri Literare. În jurul anului 1907, munca lui Tzigara fost, de asemenea, prezentată cu regularitate în Convorbiri Literare, editată de elevul lui Maiorescu, Simion Mehedinți. La vremea respectivă, ziarul Răvășul din Transilvania a evidențiat cronica artistică a lui Tzigara și pe cea politică a lui Aurel Popovici ca fiind "bogate" în informație și a menționat că Tzigara și Teohari Antonescu dezbăteau prin jurnal despre caracteristicile caselor fortificate (cule) din regiunea Olteniei. Așa cum notează istoricul literar Tudor Vianu, Tzigara-Samurcaș și arhitectul Aurel Zagoritz și-au concentrat contribuțiile asupra studiului științific al artei populare românești, dar prezența lor a coincis totuși cu declinul Convorbirilor Literare.  De asemenea, Tzigara și-a publicat articole în revista tradițională Sămănătorul, condusă de Iorga.

### Crearea Muzeului Național

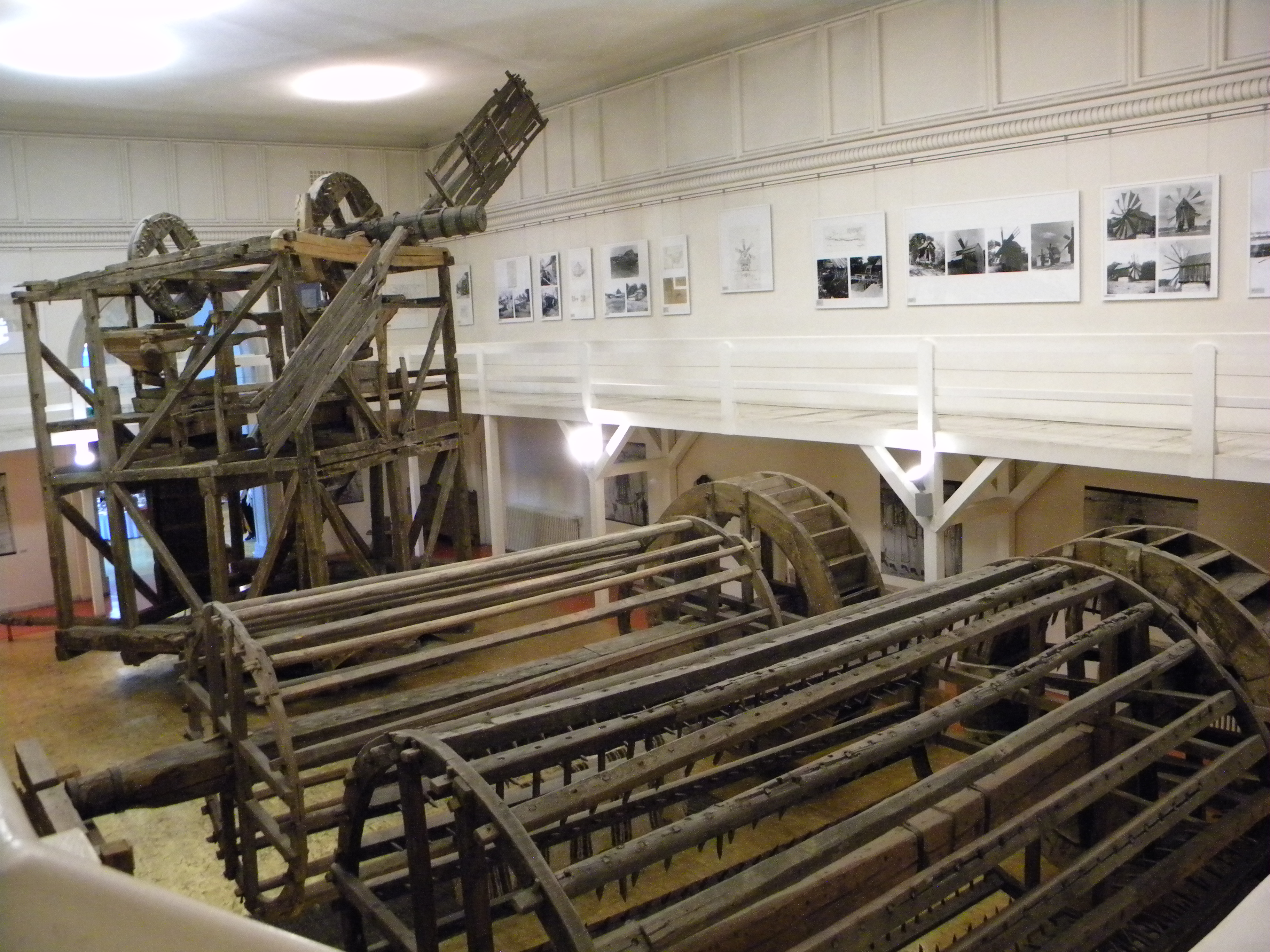
Moară păstrată la Muzeul Țăranului Român

În jurul anului 1901, inspirat de Expoziția Universală de la Paris, Tzigara și alți etnografi români au luat în considerare mai întâi înființarea unei colecții etnografice permanente. La fel ca și alți intelectuali români, Tzigara și-a păstrat interesul deosebit față de artizanat, pe care custodele de artă, Isabelle Longuet susține, "a fost ridicat la statutul de 'artă națională'". În termeni asemănători, etologul Ioana Popescu notează: "Colecțiile lui [Tzigara] urmau să devină argumentul și sursa de inspirație pentru ideologia și creația națională". Proiectul său a venit după o încercare similară din partea colecționarului de artă Nicolae Minovici, fondator al muzeului de artă populară Casa Minovici, și a unei arhive de artă textilă sprijinită de Maiorescu (1875).
Anul 1906 a marcat începutul activității principale a lui Tzigara în calitate de etnograf. În acest an a fondat "Muzeul de Etnografie și Artă Națională", astăzi Muzeul Țăranului Român (și pe care intenționa să-l numească "Muzeul Poporului Român"), și a servit în calitate de Director al acestuia pentru următorii patruzeci de ani. Acest proiect a primit sprijin din partea ministrului educației Spiru Haret și, dincolo de politică, de la predecesorul lui Haret, Maiorescu. Mai târziu instituția a fost cunoscută sub denumirea de "Muzeul de Etnografie și Artă Națională" sau "Muzeul de Etnografie și Artă Națională Carol I". Locul original a fost clădirea abandonată a Monetăriei Naționale de pe Șoseaua Kiseleff, dar se făceau planuri pentru un nou palat muzeal mai adecvat.
În calitate de director, Tzigara-Samurcaș a ordonat organizarea în două secțiuni distincte, dedicate, respectiv, etnografie și artă religioasă (ultima secție a preluat și obiectele religioase păstrate la Muzeul Național de Antichități). O expoziție suplimentară avea să includă metopa Tropaeum Traiani, care atestă dominația Imperiului Roman asupra Dobrogei.  Activitatea ulterioară a lui Tzigara în calitate de colecționar și istoric al artei populare a fost foarte apreciată. Un articol din 1914 din revista Luceafărul a declarat: "[El] a reorganizat [muzeul] și l-a transformat într-o adevărată instituție națională. Bogatele colecțiile ale Muzeului sunt datorate muncii domnului Tzigara-Samurcaș." În 2010, criticul de artă populară Mihai Plămădeală a scris că activitatea lui Tzigara "a influențat tot ce a însemnat acest Muzeu în istoria culturii românești".
Activitățile de teren ale lui Tzigara s-au concentrat în special asupra creșterii colecției etnografice a muzeului. În special în Oltenia, el a fost, așa cum notează Ioana Popescu, "mai atras de obiecte de decor, colorate, folosite la sărbătoare". În timpul unei astfel de călătorii în județul Gorj, a cumpărat, dezasamblat și transportat înapoi la București "Casa Antonie Mogoș", considerată o capodoperă a sculpturii românești și piesa centrală a muzeului.  Este prima astfel de relocare în istoria muzeelor românești. Colecția sa fotografică a fost extinsă cu o serie întreagă de covoare oltenești.
Evoluțiile au sporit interesul comunității etnice românești din Transilvania, a cărui organizație culturală, Societatea ASTRA, era în curs de creare a propriei sale expoziții permanente de arhitectură populară, mai târziu Complexul Național Muzeal „Astra”.  Activistul ASTRA, Octavian Tăslăuanu, a raportat în 1909: "muzeul național de artă [Tzigara], deși există de vreo opt ani și s-au cheltuit sume însemnate pentru el, se găsește la începutul începuturilor. Abia de doi ani se lucrează mai sistematic pentru înzestrarea lui și astăzi, recunoscându-se însemnătatea lui națională, statul i-a pus la dispoziție suma de 14.000 lei anual [...] și poate peste câțiva ani, cei ce-l conduc cu atâta sârguință, vor reuși să facă din el un așezământ de mare însemnătate pentru arta noastră națională." Anul următor, Tzigara a scris în Convorbiri Literare că munca lui Tăslăuanu cu expozițiile permanente ASTRA era mult mai avansată decât a lui la depozitare și expunere, dar a remarcat că aceste colecții nu erau suficient de bogate pentru a valida numele "muzeului".

### Muzeul Aman și Universitatea București

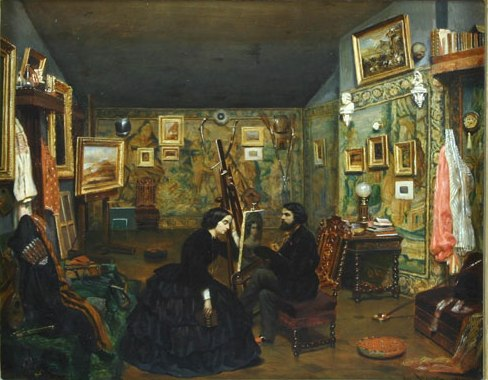
Theodor Aman, În atelierul artistului

În acei ani, Tzigara a fost, de asemenea, inspector și evaluator al lucrărilor colectate de la Mănăstirea Secu și Dieceza din Buzău, devenind atât membru al Societății Regale de Geografie cât și al Societății Arhitecților. Tzigara a fost, de asemenea, reprezentant al curatorilor români în colocviile europene: Congresul de Artă Publică de la Liège, Belgia (1905) și Congresul Braunschweig de Conservare a Artei (1906), unde a prezentat un raport asupra eforturilor de conservare a monumentelor românești. Tot în 1906, Tzigara-Samurcaș a participat la cel de-al 8-lea Congres Internațional de Istorie a Artei. Tzigara a raportat ministrului liberal al Educației, Spiru Haret, despre necesitatea de a reforma sistemul educațional astfel încât să le ofere copiilor de țărani o educație artistică, citând motive morale și economice.
În jurul anului 1908, Tzigara a fost implicat și în procesul de catalogare și conservare a operelor lăsate de pictorul român Theodor Aman. Muzeul Aman l-a numit director și, sub conducerea sa, și-a deschis porțile pentru public pentru prima dată. Tzigara a fost, de asemenea, implicat în controverse care au marcat celebrarea celui de-al 40-lea an de domnie al regelui Carol I, atunci când a vorbit împotriva politicianului Ioan Lahovary, acuzat de gestionarea defectuoasă a festivităților din Parcul Carol.
Crearea unui departament separat al Universității de Arte din București pentru Tzigara a fost un proiect care a împărțit lumea academică și politică. În centrul unor astfel de dispute a fost Nicolae Iorga, de la Departamentul de Istorie, care a susținut că propriile sale cursuri au acoperit și arta și care, în consecință, a devenit principalul adversar al lui Tzigara. Propunerea de extindere a Universității a fost oprită în Parlament de către Lahovary, președintele Senatului, care era probabil încă ofensat de cometariile din 1906 ale lui Tzigara. Dezbaterile s-au prelungit în anii următori. În anul 1909, Tzigara-Samurcaș, Grigore Tocilescu și George Murnu au concurat pentru Catedra de Arheologie, ceea ce a creat o dispută asupra faptului dacă istorii ale artei se puteau preda la arheologie (în cele din urmă Murnu a câștigat competiția în ciuda faptului că a fost acuzat de plagiat de Tzigara, în articole pentru revista Noua Revistă Română). În același an, el a fost în Suedia, Norvegia și Danemarca, unde a vizitat muzeele în aer liber Skansen, Bygdøy și Lyngby, dar a sugerat că un proiect similar ar fi redundant acasă, argumentând că societatea țărănească din România era prea vizibilă în jurul Bucureștiului. El a fost mult mai impresionat de Muzeul Nordic, care a devenit, probabil, modelul muzeului său din București.
În 1911 (sau 1912) Tzigara a devenit în cele din urmă profesor suplinitor de istoria artei la Universitatea din București, participând la Marea Expoziție de artă de la Berlin și, în Italia, la Esposizione internazionale d'arte. A susținut cursuri de artă populară la Kunstgewerbemuseum Berlin și la Museum für angewandte Kunst în Austro-Ungaria. În general, misiunea sa a fost să introducă arta românească unui public internațional, după cum a remarcat Luceafărul: "el a aranjat pavilioanele românești, făcând cunoscute pentru prima dată în istorie creațiile artistice ale poporului nostru. În toate expozițiile el a înregistrat succese".
În sprijinul activităților sale, Tzigara a publicat o succesiune de cărți de artă. În 1906, la București a apărut "Arta publică", în timp ce studiul în limba germană Denkmalpflege in Rumänien ("Conservarea istorică în România") a fost tipărit la Karlsruhe. Mai târziu, Tzigara a contribuit cu înscrieri biografice și critice la ediția din 1907 a Allgemeines Lexicon der bildenden Künstler. "Catalogul Muzeului Aman" din 1908 a fost urmat în același an de eseul "Ce se înțelege prin arheologia de azi" și de monografia "Biserica din Filipeștii de Pădure" (împreună cu Nicolae Ghica-Budești și Gheorghe Balș). În 1909, a fost autorul albumului-studiu "Arta în România", cuprinzând colecția sa de eseuri din Convorbiri colectate și editate de editura Minerva, împreună cu o altă monografie, "Muzeul Neamului românesc".
Anul următor a apărut "Discuții în jurul arheologiei" și Rumänische Volkskunst ("Artă populară românească"); în 1911, "Casa românească de la Roma"; în 1912, Sonderaustellung Rumäniens (Expoziția specială a României), "Istoria artei și însemnătatea ei", "Muzeul Național din București". Critic de artă pntru  Epoca și Convorbiri, Tzigara a devenit unul dintre cei care s-au opus noilor tendințe primitiviste ale grupului "Tinerimea artistică": în 1910, el l-a dojenit pe sculptorul modern Constantin Brâncuși pentru pauza sa cu tradiția și chiar a sugerat ca lucrările lui Brâncuși să fie ascunse de ochii publicului. Astfel de reacții l-au făcut pe Brâncuși să decidă să părăsească România și să-și înceapă cariera internațională.
În timp ce era la Roma, lui Tzigara i s-a oferit statutul de membru în Francmasoneria Marele Orient al Franței, căruia îi aparțineau mulți dintre colegii români (vezi Francmasoneria în România). Mai târziu, Tzigara a susținut că oferta a fost făcută de sculptorul  Ettore Ferrari și a inclus diverse avantaje și promisiunea că va deveni în curând un Mare Maestru Masonic. Deși se zvonea foarte mult că a primit oferta, Nastasă a scris că Tzigara nu a fost probabil niciodată un francmason. În 1911 el a fost președinte al unei asociații profesionale nou create, Societatea Scriitorilor Români.

### Anii 1910 și conferințele ASTRA

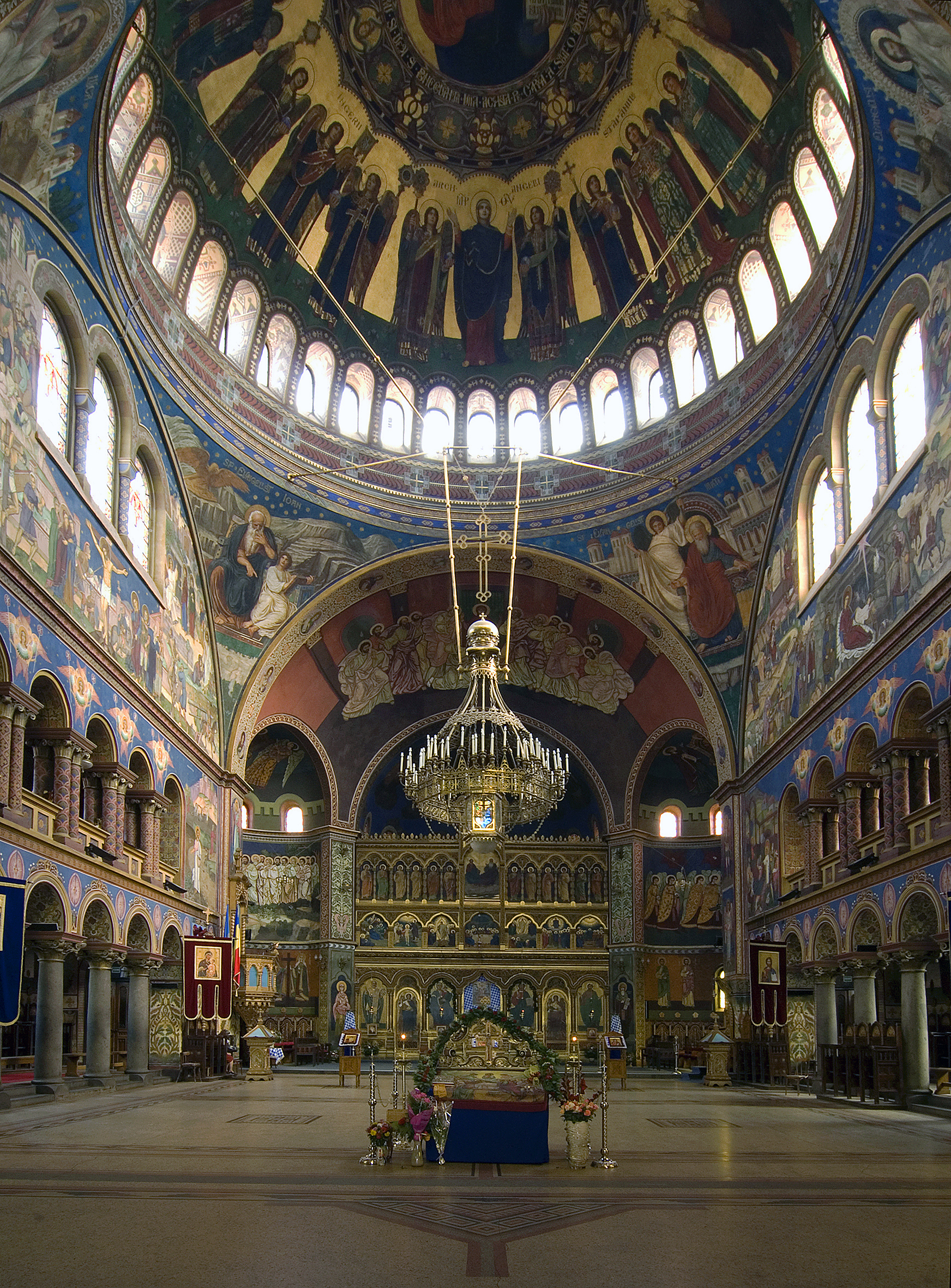
Catedrala din Sibiu cu picturi de Octavian Smigelschi

În 1912 Tzigara a primit medalia Bene Merenti a Regatului României pentru servicii în cultură. Pe parcursul anului, după o campanie de obținere a fondurilor de stat, istoricul de artă a examinat propunerile pentru ca sediul Muzeului de Etnografie să fie găzduit pe Șoseaua Kiseleff. El și colegii săi au analizat propunerile internaționale, de la Heino Schmieden, Louis Blanc și alții, dar în cele din urmă s-au hotărât pentru un proiect propus de către românul Ghica-Budești. Clădirea cu caracteristici neo-brâncovenești a făcut parte dintr-un efort de planificare urbană mai mare, cu aprobarea lui Carol I și implicarea arhitecților în stil neo-brâncovenesc în nordul și centrul Bucureștiului, cu ridicarea mai multor clădiri publice noi: Palatul de Justiție, Palatul CEC, Muzeul de Geologie, etc. În ciuda aprobării și a plasamentului ceremonial al unei pietre de temelie, construcția a fost remarcabil de lentă sau de subfinanțată.
În 1913 Tzigara a participat la evenimentul "Thisonstelling De Vrouw" din Amsterdam, care a inclus și o monografie privind Mănăstirea Curtea de Argeș. În acel an, când România s-a alăturat coaliției celui de-Al Doilea Război Balcanic împotriva Regatului Bulgariei și, deși a fost cruțat de recrutare, Tzigara s-a oferit voluntar în serviciul forțelor terestre române. El a motivat această inițiativă declarând că abilitățile sale erau necesare pentru documentarea războiului și pentru crearea arhivei sale. Tzigara a servit în Corpul 4 al Armatei, sub comanda Printului Ferdinand (succesorul desemnat al regelui Carol I).
În 1914 Tzigara a fost numit director al Fundației Carol I. În același timp a început o nouă serie de conferințe în Austro-Ungaria, predând arta în beneficiul românilor din regiunile Transilvania și Banat. Era interesat, de asemenea, de colecția de artefacte românești transilvănene, adăugate la colecția Muzeului București. La Hermannstadt (Sibiu) a fost invitat de ASTRA să vorbească despre 50 de ani de dezvoltare în arta românească.
Această conferință conținea crezul artistic a lui Tzigara: el credea că arta este o reflecție obiectivă a dezvoltării sociale și culturale, identificând procesul de occidentalizare, proclamarea Regatului în 1881 și evenimente ulterioare cu o profundă transformare a României. Cu toate acestea, a sugerat Tzigara, aceste eforturi nu au găsit încă un răspuns adecvat în domeniul artistic, adică nașterea unui fenomen artistic specific românesc și conservarea corespunzătoare a moștenirilor artistice: el a deplâns distrugerea vechilor caselor din București și înlocuirea lor cu vile occidentale; a salutat restaurarea mănăstirii Horezu în stilul său original brâncovenesc, dar a criticat pe cei care au introdus elemente de arhitectură neogotică la Tismana, Bistrița sau Arnota. În cele din urmă, și-a exprimat sprijinul pentru stilul "sănătos" neo-brâncovenesc al lui Ion Mincu și l-a criticat pe muralistul Octavian Smigelschi pentru lucrarea sa la Catedrala din Sibiu. Conferința a inclus o laudă amplă pentru Carol I ca patron al conservării.
A doua parte a conferinței de la Hermannstadt a lui Tzigara s-a concentrat asupra școlii românești de pictura în ulei. El a acordat un omagiu fondatorului său tradiționalist, Nicolae Grigorescu, și lui Aman, înainte de a rezuma contribuțiile lui Ștefan Luchian, Arthur Verona și Jean Alexandru Steriadi. Partea a treia a evidențiat propria sa cercetare a artei folclorice din Transilvania și a vorbit despre regina Elisabeta a României ca un colecționar de artă populară din zona Sibiului.
Tzigara a păstrat aceste principii tot restul vieții sale profesionale, iar temele conferințelor sale au reapărut în memoriile sale de bătrânețe. Acestea au aruncat o lumină asupra rolului arhitectural al lui Carol I și au exprimat aprobarea pentru metoda de restaurare a lui Lecomte de Nouÿ (inclusiv decizia de a dărâma și reconstrui Biserica de la Curtea de Argeș). A criticat din nou picturile lui Smigelschi considerând că reprezentare sfinților în straie naționale era extrem de nepotivită.

### Primul Război Mondial și germanofilia

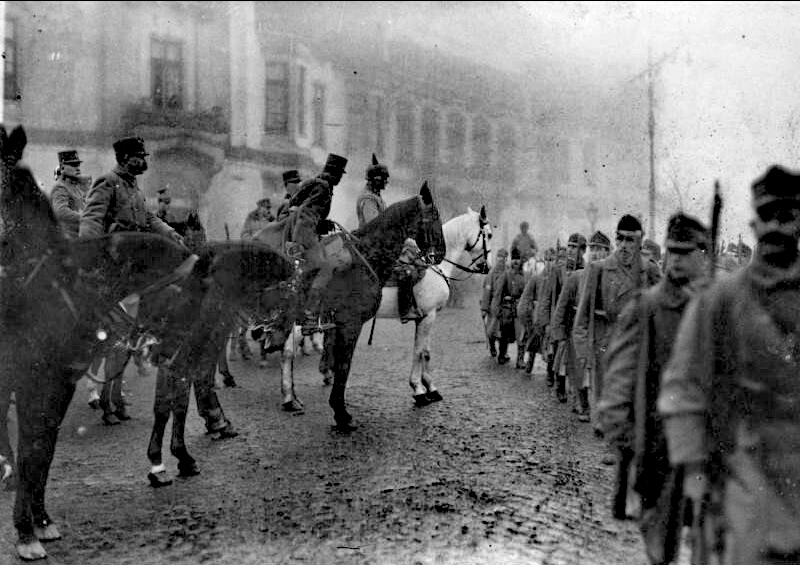
August von Mackensen revizuind trupele austro-ungare în Bucureștiul ocupat

Activitățile internaționale și științifice ale lui Tzigara au suferit la izbucnirea Primului Război Mondial în vara anului 1914, deși România a rămas neutră până la jumătatea anului 1916. Presupusul său tată, Carol I, a murit în septembrie 1914. Potrivit arhiepiscopului Netzhammer, Tzigara a fost profund afectat de eveniment: "Ca un copil, și-a dezlegat suferința, deplângând în fața mea această pierdere teribilă și neașteptată". Pe atunci Tzigara era prieten cu Ferdinand I, noul rege, și un admirator al soției acestuia, Maria de Edinburgh. El a descoperit că Ferdinand era "blând", "afabil" și, de regulă, modest, "cu totul opus unchiului său" Carol I. În regina Maria, istoricul de artă a recunoscut o femeie politică, mai activă în treburile publice decât Elisabeta lui Carol. Tzigara a împărtășit, de asemenea, gustul artistic al Mariei, inclusiv pasiunea ei pentru opera sculptorilor simbolici români Oscar Späthe și Frederic Storck (pe care, în 1903, lel i-a numit "inovatori ai sculpturii românești").
Spre deosebire de Ferdinand și cercul său francofili, care dorea o alianță românească cu Antanta, de dragul unirii cu Transilvania, Tzigara se opunea oricărei acțiuni împotriva Germaniei. El a reprezentat lobby-ul germanofil în cadrul Universității din București, la același nivel cu un alt profesor suplinitor, Constantin Litzica. De-a lungul timpului, a fost cooptat și în Comitetul de conducere al Societății Scriitorilor Români, dar și-a pierdut locul în 1915 (probabil datorită prezenței sale în rândul minorității scriitorilor germanofili).
Campania ulterioară s-a încheiat brusc cu invazia sudului României de către Puterile Centrale (germanii și aliații lor). În noiembrie 1916, cu scurt timp înainte ca regele Ferdinand și guvernul pro-Antanta să se retragă la Iași, Tzigara-Samurcaș a fost numit custode al Coroanei și al Domnilor Regale, însărcinat cu prevenirea actelor de vandalism din partea ocupanților. El a rămas la București și s-a întâlnit cu August von Mackensen, șeful forțelor de ocupație. Ca urmare a acestei întâlniri, germanii i-au cerut lui Tzigara să discute o ofertă de colaborare cu seniorii germanofili ai Partidului Conservator: Maiorescu, Alexandru Marghiloman, Petre P. Carp. Toți trei au refuzat să se asocieze în mod deschis cu dominația lui Mackensen, dar o administrație civilă marionetă a fost înființată sub conducerea discipolului lui Carp, Lupu Kostaki. Răspunsul lui Carp la propunerea lui Tzigara s-a consemnat ca fiind: "Un astfel de lucru nu mă interesează; este un nonsens și în acest moment contează ca slăbiciune". Relația de deteriorare a lui Maiorescu cu Carp a fost de asemenea un factor: Carp a refuzat să participe la orice întâlnire la care a fost prezent Maiorescu și s-a îndepărtat de ceilalți doi declarând că regele Ferdinand ar trebui să fie înlăturat. Maiorescu însuși a explicat că era o chestiune de principiu: "Tzigara mi-a propus acest lucru, dar nu mi-am dorit. Dacă [Mackensen] mă obligă să plec, să trimită soldați înarmați după mine."
La 13 decembrie [S.V. 30 noiembrie] 1916, istoricul de artă a preluat funcția de prefect al Poliției în Bucureștiul ocupat. Aceasta s-a dovedit a fi o decizie extrem de controversată, ale cărei consecințele ar fi adus prejudicii carierei interbelice a lui Tzigara. În timp ce adversarii lui politici au susținut mai târziu că lui Tzigara i s-a acordat numirea prin presiuni germane, el însuși a susținut că Carp și Kostaki i-au cerut să se implice. Potrivit lui Tzigara, numirea lui a rezolvat o problemă practică, deoarece predecesorul său, generalul Alexandru Mustață, nu știa germană. Administrația lui Kostaki l-a inclus în primăvara anului 1917 și pe Litzica, ministrul-marionetă al educației. Tzigara a intervenit personal în selecția altor birocrați. În februarie 1917, l-a adus scriitorul I. A. Bassarabescu în aparatul său de poliție obținând eliberarea sa din arestul german și numirea lui ca șef de divizie. Se spune că a făcut același lucru și pentru filosoful Mircea Florian, care a devenit subordonatul său la Fundația Carol I.
După cum a arătat arhiepiscopul Netzhammer, Alexandru Tzigara-Samurcaș a fost deschis și a colaborat în relația sa cu noile autorități și cu comunitatea germană.  În septembrie 1917, cărturarul român l-a întâmpinat pe Wilhelm al II-lea, împăratul german, care a vizitat jumătatea ocupată a României. Considerat singurul participant român, el l-a însoțit pe Wilhelm la  Biserica Curtea de Argeș, unde amândoi s-au recules la mormântul lui Carol I. Tzigara a fost, de asemenea, oaspete la masa imperială, iar Wilhelm a avut câteva convorbiri lungi cu el în particular. La sfârșitul întâlnirii lor, Tzigara a primit din mâna împăratului un ac de cravată cu monograma imperială în diamante și rubine.
Cu toate acestea, Tzigara-Samurcaș a avut o relație complexă cu supervizorii săi germani. El a refuzat să coopereze cu aceștia în mai multe rânduri, opunându-se creării unui Institut german în cadrul Universității, și opunându-se puternic intervențiilor Puterilor Centrale pe teritoriul Palatului Regal București. La sfârșitul anului 1916 și începutul lui 1917, el a fost în corespondență intensă cu Ioan Bianu, un coleg și un germanofil dezamăgit, care s-a plâns de presiunile armatei germane asupra Academiei Române și i-a cerut lui Tzigara să intervină în numele colegilor săi. Cu o ocazie, ca rezultat al cererii lui Bianu, Tzigara a trimis polițiștii săi pentru a împiedica soldații germani să fure rezervele de lemn de foc ale Academiei. Boia argumentează că obiectivul principal al mandatului lui Tzigara, "securitatea oamenilor și a proprietății", a fost îndeplinit în mod competent. Același lucru este remarcat și de Ornea, care avertizează: "rămâne în litigiu faptul nud al colaborării benevole, totuși, cu ocupantul german". Prefectul poliției a fost criticat, de asemenea, de colegii lui mai docili: așa cum a înregistrat Marghiloman în jurnalul lui, Tzigara a fost prezent în octombrie 1917 la gala de la Athénée Palace organizată de feldmareșalul Mackensen, dar a fost iritat să se găsească în compania unor "băiețandri" birocrați simpatizați de germani. Referindu-se la această categorie el l-a inclus și pe poetul Luca Caragiale.  În decembrie a aceluiași an, Caragiale l-a înfuriat pe Tzigara trecând peste el: poetul a folosit legăturile germane pentru a obține sergenți care să facă "serviciu de garderobieri la Facultatea de Medicină" pentru o inaugurare, după ce Tzigara a refuzat cererea.

### Scandal de colaboraționism și sfârșitul anilor '20
În ianuarie 1918, în timp ce autoritățile de la Iași se gândeau la o ieșire din război, Tzigara-Samurcaș și-a înmânat demisia germanilor. În  martie-aprilie, noul guvern de unitate națională al lui Marghiloman l-a reînnoit pe Tzigara în funcția de prefect al Poliției. Funcția a fost păstrată până la 14 noiembrie 1918 - adică la trei zile după ce a fost semnat armistițiul cu Germania. În timpul acestui interval, având doar 220 de forțe sub comanda sa, a fost neputincios în fața mișcării de protest a lucrătorilor Căilor Ferate Române.
Reîntoarcerea bruscă a României la francofilie a dus la căderea lui Marghiloman, descrisă de Tzigara ca o "adevărată lovitură de stat". Zigu Ornea găsește această expresie a resentimentului deosebit de problematică, deoarece, a susținut el, a însemnat că Tzigara a plasat germanofilia deasupra înființării României Mari: "[el] n-a înțeles mai nimic din realitatea fenomenului politic al războiului".
Sfârșitul războiului a însemnat o criză a carierei lui Tzigara. Bijuteria imperială, notează Boia, a devenit un "corpus delicti" pentru cei care îl acuzau pe Tzigara de trădare. Astfel de acuzații au fost expuse amănunțit în eseul "Rătăciri naționale" (1919) al rectorului Ion Atanasiu, la care Tzigara a răspuns cu un pro domo "Mărturisiri silite" (1920) și mai târziu publicat în Memorii. Atanasiu a fost primul care a sugerat că Tzigara trebuie făcut răspunzător pentru comportamentul său din timpul războiului și, în raportul său de la Universitatea, a făcut aluzie la posibilitatea de a-l concedia și pe biologul germanofil Victor Babeș. Ornea descoperă că, în acei ani, Atanasiu și dușmanul tradițional al lui Tzigara, Nicolae Iorga, purtau "un adevărat război împotriva lui Tzigara-Samurcaș".
Tzigara a fost omis de la prima epurare a germanofililor universitari, dar, la 29 noiembrie 1919, a fost luat la întrebări de către rectorul Atanasiu, Iorga și consiliul de profesori. După cum și-a amintit mai târziu, tactica sa de apărare a fost să reamintească faptul că, încă din 1906, Iorga însuși a fost privit ca un francofob radical. Deși votul Consiliului Universitar a fost indecis, rectorul a trimis un raport cerând suspendarea lui Tzigara-Samurcaș. Boia spune că acesta a fost o greșeală politică: noul premier Alexandru Vaida-Voevod a pus capăt în Parlament lobby-ului anti-germanofil. În cele din urmă, ministrul educației și zoologul Ioan Borcea a trimis o scrisoare lui Atanasiu, cerându-i să se abțină de la defăimarea lui Tzigara "nimeni nu poate fi jignit în atribuțiile sale fără hotărâre legală", adăugând: "În aceste momente cu deosebire, este nevoie de a se întrona liniștea și armonia pentru bunul mers al Universității". Aceasta și alte înfrângeri morale l-au determinat pe Atanasiu să-și prezinte demisia. În anii următori, Tzigara și-a dus principalii acuzatori, Iorga și jurnalistul Stelian Popescu, în instanță, în ceea ce s-a transformat în două procese răsunătoare.
După cum a subliniat criticul literar Dumitru Hîncu, comportamentul din timpul războiului al istoricului de artă nu a fost niciodată criticat de guvernele interbelice. El a fost din nou primit în cercul reginei Maria, care i-ar fi spus: "Iorga-i gelos că te vede venind la noi". În 1921 Tzigara a devenit noul redactor șef al Convorborilor Literare. Potrivit ziarului ASTRA, Transilvania, Tzigara a salvat Convorbiri de la faliment, dar a servit doar unui public de nișă.
În 1923, el a fost Inspector General al muzeelor, în timpul cabinetul liberal condus de Ion I.C. Brătianu. În această calitate a revizitat Muzeul ASTRA și i-a acordat 50.000 lei din partea statului. În această perioadă a făcut prima vizită privată la Sovata, orașul balnear din Transilvania. Casa lui din București era o vilă mare pe strada Kogălniceanu, unde locuia împreună cu familia sa.
În ciuda confirmării sale la universitate, Tzigara-Samurcaș a fost înlăturat de la Școala de Arte Frumoase din cauza germanofiliei sale. Odată cu recunoașterea diplomatică a României Mari au apărut noi oportunități și, în 1926, Tzigara a plecat în Bucovina, preluând departamentul de istorie a artei de la Universitatea Cernăuți. Tot în acel an, regele Ferdinand l-a făcut Mare Ofițer al Ordinului Steaua României. Din nou în Germania, cu o serie de conferințe (1926), Tzigara a vorbit la Radio Berlin. La 1 noiembrie 1928, Alexandru Tzigara-Samurcaș a ținut prima sa emisiune la Radio România, cu o prelegere specială scrisă în acest scop.
Cabinetele românești l-au numit reprezentant național la Expoziția Universală de la Barcelona, Spania, și organizatorul expoziției de artă populară la Conferința balcanică a Biroului Internațional al Păcii de la Atena, Grecia. A participat la cel de-al 13-lea Congres Internațional de Istorie a Artei de la Stockholm, Suedia, și a organizat pavilionul României la Conferința de Artă de la Helsinki, Finlanda. Eforturile sale au câștigat recunoașterea internațională, iar statul francez, prin ambasadorul său la București, Gabiel Puaux, i-a transmis un prețios porțelan de Sèvres drept omagiu pentru contribuția sa la manifestările culturale franco-române. De asemenea, a fost decorat cu Ordinul "Sf. Sava" de către guvernul Regatului Iugoslaviei.

### Anii 1930
Poziția lui Tzigara a fost amenințată în 1930, când fiul detronat al lui Ferdinand, Carol al II-lea, a preluat tronul. Se spune că Iorga, un susținător al noului rege, a cerut ca Tzigara să fie înlăturat de la Fundația regală, dar Carol a declarat că nu este dispus să-l sacrifice pe „unchiul meu”. Iorga era totuși în poziția de a limita accesul rivalului său la mediul academic când, în 1931, a devenit prim-ministrul lui Carol al II-lea. Propunerea sa legislativă, limitând numărul de posturi academice pe care un individ le-ar putea deține, a fost probabil îndreptată în mod special împotriva lui Tzigara și a altor dușmani personali (după cum scrie Ioan Lucian Nastasă, Iorga însuși colectând câteva salarii lunare din activitatea sa cu statul).
În același timp, Tzigara a devenit contribuitor la revista literară și științifică oficială, Revista Fundațiilor Regale, și a reluat din nou turul țării cu prelegeri despre arta populară. Cu Simion Mehedinți și Societatea ASTRA, el s-a întors în domeniul activismului public cu controversate prelegeri asupra biologiei națiunii române, care uneori includea o susținere evidentă a eugeniei. Teoria sa rasistă a fost că  abstractizarea geometrică a artei țărănești, presupusă a fi fost puternic rezistentă la influența străină, a plasat românii în grupul "rasei alpine" - o idee respinsă atunci de antropologul Henric Sanielevici, care, în mod contrar credea că românii erau din "rasa mediteraneană". În 1933, Tzigara a fost pentru scurt timp afiliat la  Partidul Național-Socialist din România și la Institutul Cultural Româno-German.
Dincolo de germanofilie, Tzigara a salutat Târgul Mondial de la Bruxelles din 1935, subliniind legătura deosebită dintre România, pe de o parte, și, pe de altă parte, Franța, Belgia și țările francofone. A vorbit la Radio Franța și RTBF (Radio Télévision Belge de la Communauté Française) și a descoperit că serviciile francofone sunt mai relaxante, dar mai puțin organizate decât omologul lor german. În anii '20 și '30, Tzigara a fost gazda mai multor cercetători străini. Profesorul Charles Upson Clark de la Columbia University a numit instituția sa "splendidă", considerând că este în parte responsabilă pentru o "revigorare distinctă" a meșteșugurilor țărănești. El a descris muzeul ca fiind "o revelație a dotării artistice a țăranului român". Arhivarul francez François de Vaux de Foletier a vizitat muzeul în 1934, mai târziu scriind în revista Monde et Voyages, că recomandă "foarte interesantele galerii de etnografie românească".
Începând cu anul 1933, Tzigara a fost intervievat de mai multe ori de către Eugen Wolbe, biograful german al regilor români, trimis de Carol al II-lea. Tzigara a revizuit, de asemenea, textele lui Wolbe, inclusiv lucrările sale despre regina Elisabeta (un studiu "slab", în opinia lui Tzigara), și a descris scriitorul ca un amator necredibil: "acel pensionar ex-Gymnasiallehrer avea totuși îndrăzneala să își aleagă așa subiecți auguști, sub pretextul 'câștigării multor noi prieteni pentru frumoasa țară' din România, despre care totuși el știa atât de puțin! " Tzigara a fost supărat să primească o copie a lucrării lui Wolbe din 1937 și a aprobat decizia primului-ministru Gheorghe Tătărescu de a interzice volumul în ediția sa românească (cenzura l-a lăsat pe Wolbe indiferent, fapt consemnat într-una din scrisorile sale către Tzigara). Rivalul lui Tzigara, Iorga, probabil instigat de această controversă și de propria sa lucrare cu Wolbe, a dat cărții o revizuire pozitivă în ziarul său Neamul Românesc, numind măsura guvernului "regretabilă" și primind critici suplimentare din partea lui Tzigara, în Convorbiri.

## Decorații
- Ordinul „Coroana României” în gradul de Cavaler (7 noiembrie 1941)[106]

## Scrieri
- Biserica din Filipeștii de Pădure (1908)
- Catalogul Muzeului Aman (1908)
- Arta în România. Studii critice (1909)
- Biserica episcopală din Curtea de Argeș (1913)
- Izvoade și crestături ale țăranului român (1928)
- Din viața regelui Carol I (1939)